# 格爾特芬根
格爾特芬根是瑞士的城鎮，位於該國中西部，由伯恩州負責管轄，面積3.49平方公里，七成土地是農業用地，海拔高度552米，2011年人口243，人口密度每平方公里70人。